# Kościół Niepokalanego Poczęcia Najświętszej Maryi Panny w Rawie Mazowieckiej
Kościół Niepokalanego Poczęcia Najświętszej Maryi Panny – rzymskokatolicki kościół parafialny należący do dekanatu Rawa Mazowiecka diecezji łowickiej.

## Historia
Pierwszy kościół powstał w mieście około 1100. Nosił on wezwanie św. Piotra i Pawła. Na jego miejscu, w XV wieku postawiono gotycką, orientowaną świątynię murowaną, którą strawił pożar 9 września 1765. Z przyczyn finansowych i dziejowych nie został on już odbudowany. Obecna świątynia została wybudowana na początku XVII wieku, jako kościół przy kolegium Jezuitów. Ufundowana została przez Pawła Wołuckiego, biskupa kujawskiego (jednego z mecenasów tego zakonu) w 1613 roku. Trójnawowa murowana świątynia została wzniesiona w stylu baroku Jezuickiego.  Do jej wyposażenia należy siedem ołtarzy. Poświęcony patronce świątyni ołtarz główny, ozdobiony rzeźbami świętych i posiadający wyraźne cechy baroku, powstał w pierwszej połowie XVIII wieku. Pozostałe sześć ołtarzy z wyraźnymi cechami barokowymi poświęconych jest: Matce Bożej Nieustającej Pomocy, św. Stanisławowi biskupowi, św. Ignacemu Loyoli, Matce Bożej Częstochowskiej, św. Stanisławowi Kostce, św. Annie Samotrzeciej i Panu Jezusowi Ukrzyżowanemu.

## Krypty i wieża
W podziemiach kościoła znajdują się krypty ze zmumifikowanymi ciałami zakonników, które zostały udostępnione zwiedzającym po odnowieniu w ramach projektu „Rewitalizacja zespołu obiektów sakralnych pod wezwaniem NP NMP w Rawie Mazowieckiej w celu rozszerzenia oferty kulturalnej Parafii”. Dzwonnica pełni też funkcję wieży widokowej, z której oglądać można panoramę miasta i okolic.

## Galeria

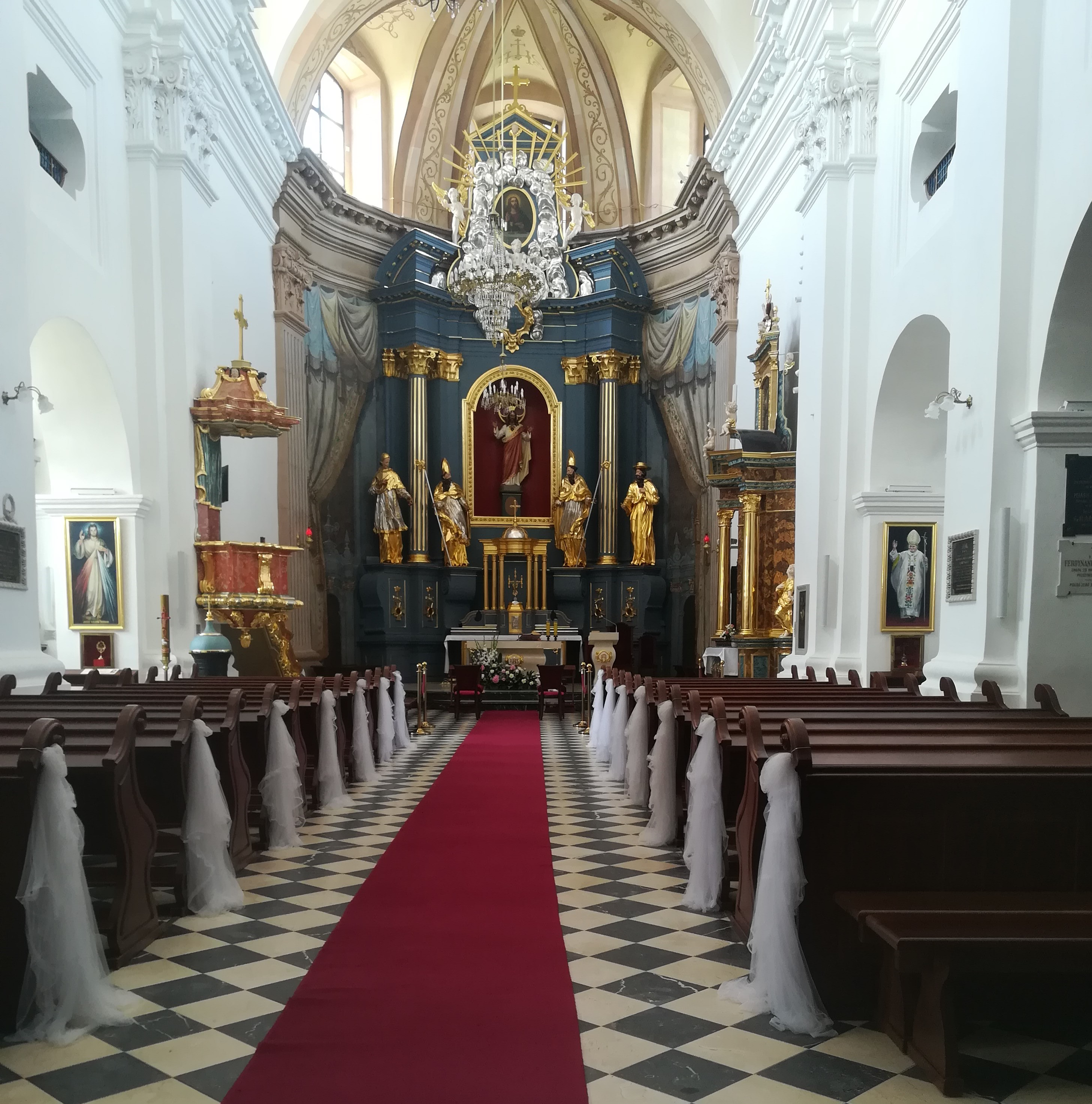
Wnętrze z ołtarzem
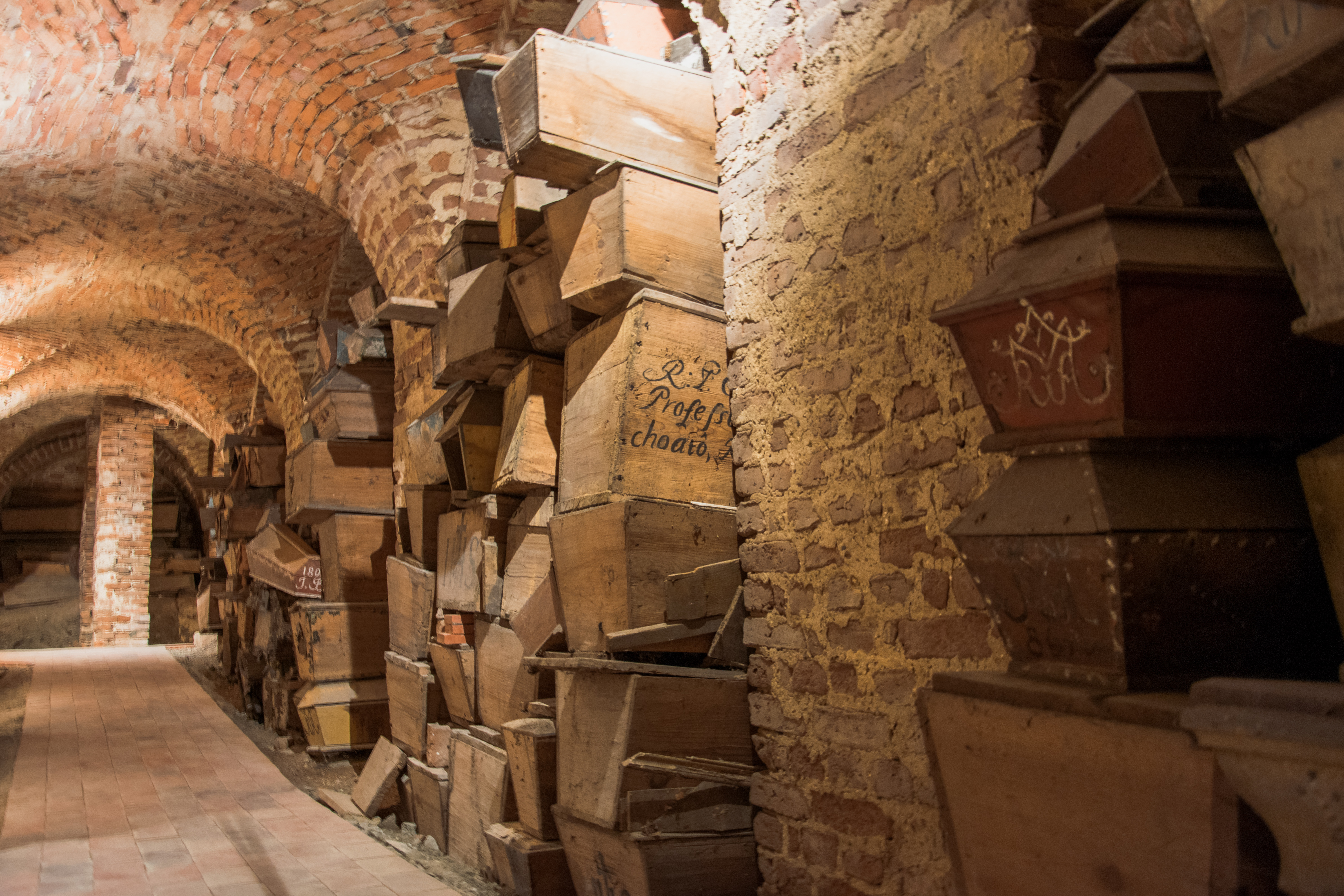
Krypty z trumnami zakonników
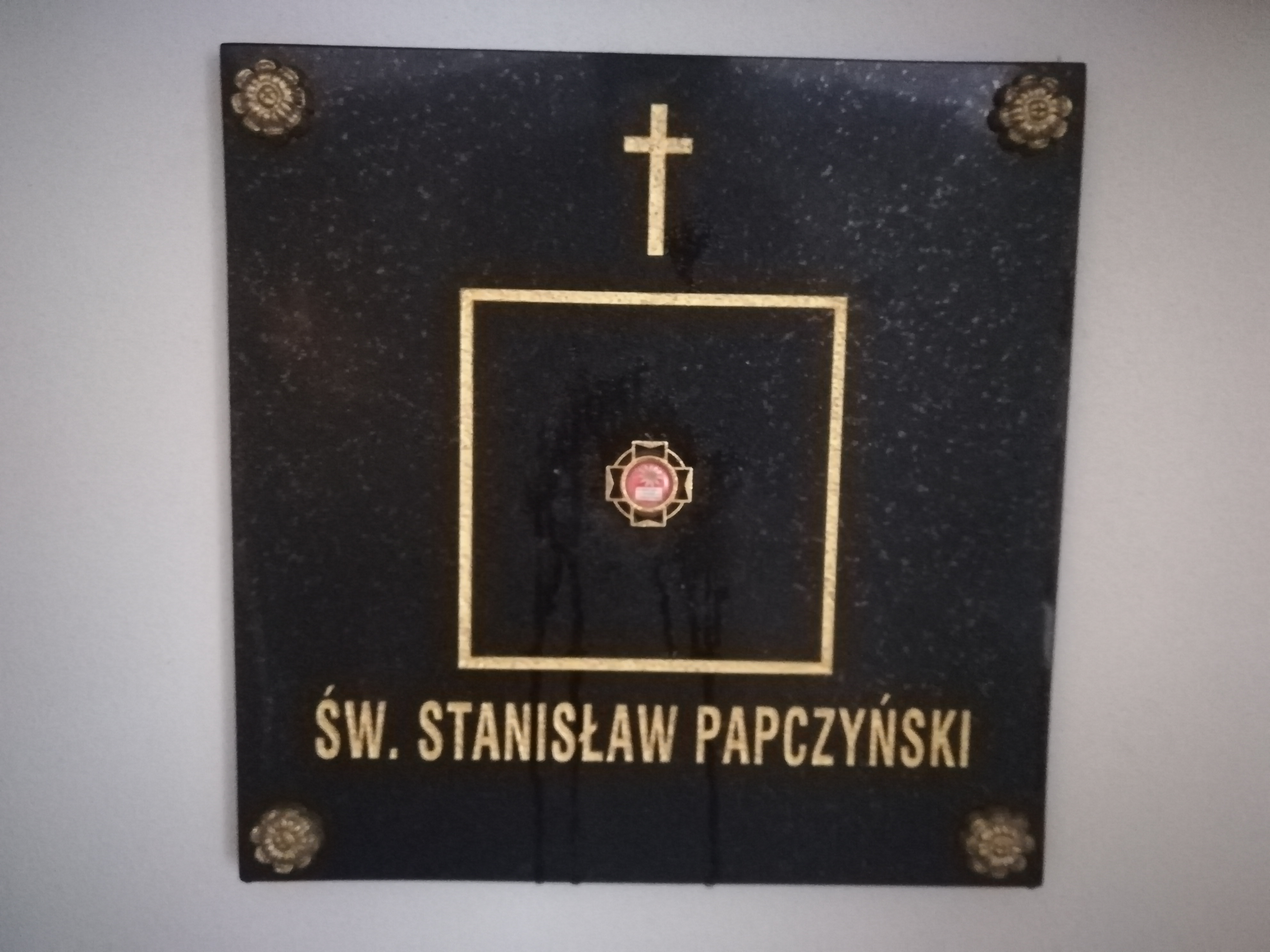
Relikwie św. Stanisława Papczyńskiego